# Nephrotoma ruiliensis
Nephrotoma ruiliensis är en tvåvingeart som beskrevs av Yang 1990. Nephrotoma ruiliensis ingår i släktet Nephrotoma och familjen storharkrankar. Inga underarter finns listade i Catalogue of Life.